# Ruy de Albuquerque
Ruy Manuel Corte-Real de Albuquerque (Queluz, 7 de outubro de 1933
 - 19 de Janeiro de 2007) foi um advogado, professor universitário e jurisconsulto português.
Advogado e professor catedrático da Faculdade de Direito da Universidade de Lisboa, era licenciado em Direito e doutor em Ciências Histórico-Jurídicas.
Foi admitido na Ordem dos Advogados Portugueses em 1959, exercendo a advocacia maioritariamente nas áreas do Direito Privado — sobretudo no Direito Comercial — e do Direito Fiscal, tendo fundado com o seu irmão, Martim de Albuquerque, a sociedade de advogados Albuquerque & Associados.
Deixou obra significativa no domínio da História do Direito, disciplina em que criou escola em Lisboa, dando à estampa lições de História do Direito Português, com Martim de Albuquerque; bem como uns Estudos de Direito Romano, com várias edições. Foi diretor da revista Ciência e Técnica Fiscal e correspondente do Bulletin for International Documentation, da Associação Fiscal Internacional.
Foi administrador do Banco Borges & Irmão e da S.T.A.R. (representante em Portugal da American Express), 1968 a 1974; membro do Conselho Fiscal do Banco de Crédito Comercial e Industrial, entre 1970 e 1974. Depois do 25 de abril de 1974 foi administrador da SIC e da Portugal Telecom.

## Família
Filho de Mário Correia Teles de Araújo e Albuquerque e de sua mulher Maria Manuela Joana Ferreira Corte Real de Albuquerque, sobrinha-neta do 1.º Visconde dos Lagos e do 1.º Barão do Cruzeiro, e irmão mais velho de Martim de Albuquerque, foi 3.º Visconde dos Lagos, pertencendo a uma ilustre geração de Catedráticos e Causídicos.